# Calw (huyện)
Calw là một huyện (Kreis) ở trung bộ Baden-Württemberg, Đức. Đô thị này có diện tích km², dân số thời điểm 31 tháng 12 năm 2006 là người. Các huyện giáp ranh (từ phía bắc theo chiều kim đồng hồ): Karlsruhe, Enz, thành phố không thuộc huyện Pforzheim, Böblingen, Freudenstadt và Rastatt.

## Lịch sử
Huyện được lập năm 1938, khi Oberamt Calw cùng với Neuenbürg và Nagold đã được hợp nhất thành một huyện. Trong cuộc cải cách năm 1973, ban đầu theo quy hoạch thì huyện này bị giải thể và chia các đô thị vào các huyện liền kề nhưng kế hoạch này bị bãi bỏ. Tuy nhiên có một số thay đổi về ranh giới của huyện, 15 đô thị huyện này được chuyển sang các huyện Enz, Rastatt và Böblingen, nhưng huyện này lại được 6 đô thị từ các huyện Freudenstadt và huyện bị giải thể Horb.

## Huy hiệu
| Coat of arms | Huy hiệu gần như giống với huy hiệu của thành phố Calw có con sư tử trên 3 ngọn nùi. |

## Xã và thị trấn
| Thị trấn | Xã |
| --- | --- |
| 1. Altensteig 2. Bad Herrenalb 3. Bad Liebenzell 4. Bad Teinach-Zavelstein 5. Bad Wildbad 6. Calw 7. Haiterbach 8. Nagold 9. Neubulach 10. Wildberg | 1. Althengstett 2. Dobel 3. Ebhausen 4. Egenhausen 5. Enzklösterle 6. Gechingen 7. Höfen an der Enz 8. Neuweiler 9. Oberreichenbach 10. Ostelsheim 11. Rohrdorf 12. Schömberg 13. Simmersfeld 14. Simmozheim 15. Unterreichenbach |